# Michael Keeping
Alexander Edwin Michael Keeping (22 de agosto de 1902 - 28 de marzo de 1984) fue un futbolista y entrenador inglés. Entrenó al Real Madrid C. F. desde enero de 1948 hasta octubre de 1950. Su padre fue el ciclista ganador de la medalla olímpica Frederick Keeping.

## Trayectoria como jugador

### Southampton
Keeping nació en Milford on Sea, donde fue visto jugando para el club de su ciudad natal, Milford on Sea F.C., y fue firmado por Southampton, que aún estaba en la Southern Football League, en el verano de 1919 por una tarifa de ganga de £25. Con solo 16 años, Keeping estaba registrado como aficionado, pero pagaba 10 chelines (50p) por semana por los gastos de viaje.
Firmó como profesional en diciembre de 1920, pero solo hizo su debut en el primer equipo el 25 de octubre de 1924, en un partido de la Liga de fútbol de la Segunda División en Hull City como reemplazo del veterano Fred Titmuss que resultó lesionado. En su primera temporada hizo solo siete apariciones en la liga. En la siguiente temporada, comenzó nuevamente como suplente de Titmuss, pero en octubre se hizo cargo del lateral izquierdo y retuvo su posición, y Titmuss dejó el club en febrero de 1926. Pronto se convirtió en un sobresaliente lateral izquierdo que "rezumaba clase y ser una flota de pies podía girar en la carrera para barrer la pelota hacia el extremo de espera".
Fue seleccionado para un duelo internacional en febrero de 1926 e ingresó a un partido de la F.A. en una gira por Canadá en el verano.
Continuó mostrando sus habilidades en la Segunda División y estuvo siempre presente para los Saints en 1926-27, tanto en la liga como en su carrera hacia la semifinal de la Copa F.A. en Stamford Bridge el 26 de marzo de 1927, que Southampton perdió 1-2 al Arsenal. Durante esta temporada, el entrenador Arthur Chadwick pronto se decidió por su alineación favorita con once jugadores que participaron en al menos 35 de los 42 partidos de la liga; Manteniéndose alineados en defensa con Ted Hough detrás de los tres centrales: Bert Shelley, George Harkus y Stan Woodhouse.
Se perdió el comienzo de la temporada 1927-28 debido a una enfermedad, pero por lo demás fue un titular regular durante las siguientes cuatro temporadas, ya que Saints terminó regularmente en la mitad de la tabla. Jugó para los "Profesionales" en la F.A. Charity Shield de 1929. Comenzó bien la temporada 1931-32 y ganó sus únicos honores representativos cuando jugó para la Football League contra la Liga Irlandesa en septiembre de 1931. Luego fue golpeado con apendicitis en enero y estuvo fuera por el resto de la temporada.
En febrero de 1933, Southampton necesitaba recaudar efectivo y vendieron Keeping y Johnny Arnold al Fulham por una tarifa combinada de £5,000, con Arthur Tilford uniéndose temporalmente a los Saints. Jimmy McIntyre, el exgerente de los Saints ahora a cargo de Fulham, se jactó de que este era "el mejor trato que jamás haya logrado". En su carrera como jugador en The Dell, Keeping hizo un total de 281 apariciones para los Saints, anotando doce goles.
En "Alphabet of the Saints" de Holley y Chalk, Keeping es descrito como "un hombre elegante, los contemporáneos lo recuerdan siendo con estilo fuera del campo y para diversión de sus compañeros de equipo, tardaría horas en su aparición".

### Fulham
Keeping se unió a Fulham en febrero de 1933 y les sirvió bien hasta el estallido de la Segunda Guerra Mundial en 1939. Continuó yendo ocasionalmente a Fulham hasta 1941 cuando regresó a Milford para unirse al negocio familiar de motores.

## Trayectoria como entrenador
Desde enero de 1948 hasta octubre de 1950 fue entrenador en el Real Madrid C. F. antes de pasar como entrenador o gerente en Dinamarca, Holanda con Heracles Almelo, Francia y África del Norte. Más tarde asumió el cargo de gerente en Poole Town en la Southern Football League.